# Roel Pieper
Roland Pieper (Vlaardingen, 13 april 1956) is een Nederlandse ICT-ondernemer.

## Jeugd en studie
Roel Pieper werd geboren in Vlaardingen, als zoon van een technisch instructeur van een autofabrikant. Terwijl hij net in de regionale jeugdselectie van het Nederlandse basketbalteam zat, kreeg hij op achttienjarige leeftijd een motorongeluk. Toen hij twintig was overleed zijn vader. Beide ervaringen zouden volgens eigen zeggen tot een zekere hardheid hebben geleid.
Pieper studeerde in 1980 cum laude af in de informatica aan de faculteit der wiskunde van de Technische Hogeschool Delft bij de hoogleraar informatica I.S. Herschberg, die om zijn onderzoek naar beveiligingslekken in de informatietechnologie wel "de krakende professor" werd genoemd.

## Carrière
Na zijn afstuderen werkte hij tien jaar bij Software AG zowel in Duitsland als in de VS. In de Verenigde Staten werd hij vervolgens President en CEO bij Unix System Laboratories van AT&T. In 1993 stapte hij over als CEO naar UB Networks, een dochteronderneming van Tandem Computers. Hij herstructureerde onder andere de R&D-investeringen van UB Networks in ATM-technologie. Vervolgens werd hij in 1995 president-directeur en CEO van Tandem Computers, waar hij een belangrijke rol speelde bij de herstructurering van het bedrijf. Onder Piepers leiding werd Tandem Computers in 1997 verkocht aan Compaq, waar hij lid werd van de executive board. Piepers ster rees in zijn Amerikaanse periode snel tot grote hoogte. Hij kreeg een reputatie als saneerder en herstructureerder, omdat hij de dikwijls kwakkelende bedrijven weer op de rails wist te zetten. Onder leiding van Pieper werden USL, UB Networks en Tandem Computers met succes geherstructureerd en verkocht aan strategische marktpartijen.
Pieper keerde in 1998 terug naar Nederland en was gedurende korte tijd Executive Vice President bij Philips, op uitnodiging van Cor Boonstra. Door de media werd hij al snel gezien als diens mogelijke opvolger, maar zover is het niet gekomen. In die periode was Pieper ook betrokken bij een uitvinding van Jan Sloot, een contact uit de tijd van Philips. Philips besloot uiteindelijk Sloots technologie toch niet te gebruiken. Pieper steunde deze ontwikkeling als persoonlijke investeerder en nam in mei 1999 ontslag bij Philips. Hij voegde zich bij de groep rondom Jan Sloot en richtte het bedrijf The Fifth Force op. Later maakte Pieper zelf deel uit van de directie van dit bedrijf. De bedenker van de technologie, Jan Sloot, overleed in 1999 kort nadat hij zijn uitvinding aan een groep van 20 investeerders en bedrijven had gedemonstreerd. Doordat de geheimen van zijn uitvinding niet toegankelijk waren voor Pieper en de andere aandeelhouders, betekende dit het einde van The Fifth Force. 
In 1998 richtte Pieper samen met ex-minister Hans Wijers van Economische Zaken het Twinning Netwerk op. Dit netwerk was bedoeld als 'incubator' voor startende ondernemers, met name in de IT-en internetsector. Pieper werd voorzitter. Het ministerie besloot uiteindelijk Twinning te verkopen aan een groep particuliere investeerders. Van de vijftig ondernemingen die met behulp van Twinning zijn gestart, zijn er nog 35 in bedrijf, waarvan een aantal zeer succesvol.
Pieper nam ook deel in diverse IT-ondernemingen, onder meer in BitMagic van Michiel Frackers en Francisco van Jole, en vervulde commissariaten.
Van 1 september 1999 tot 1 juli 2013 was Pieper bijzonder hoogleraar 'Electronic Commerce' aan de Universiteit Twente, een nieuwe leerstoel van de faculteiten Informatica en Technologie & Management.
Eind 1999 richtte hij Insight Capital Partners Europe op, een particuliere investeringsmaatschappij voor IT-bedrijven, met name op het gebied van 'e-commerce'. Deze investeringsmaatschappij werd later omgedoopt tot Favonius Ventures. In november 2000 werd hij voorzitter van de raad van bestuur van Lernout & Hauspie, een Vlaams bedrijf dat zich specialiseerde in spraaktechnologie en dat door ernstige malversaties van de leiding (in de periode 1996-1999) failliet ging. Pieper werkte nauw samen met de Belgische overheid om informatie te verschaffen die uiteindelijk leidde tot officiële aanklachten tegen Pol Hauspie en Jo Lernout.

## In het nieuws
In 2001 deed Pieper op verzoek van toenmalig minister Tineke Netelenbos onderzoek naar de invoering van een gedifferentieerde kilometerheffing. Later dat jaar werd hij voorzitter van Connekt, een organisatie voor mobiliteitsvraagstukken en beveiliging.
In 2003 startte Pieper een nieuw bedrijf rond het concept van Very Light Jets, in samenwerking met Eclipse Avation Aviation Corporation uit de USA. Het bedrijf ETIRC Aviation was het eerste bedrijf in Europa dat het concept en idee van Air-Taxi zou realiseren door inzet van onder meer de Eclipse 500. ETIRC Aviation had de exclusieve rechten in 22 landen om dit concept verder uit breiden, maar het moederbedrijf, de investeringsmaatschappij ETIRC, ging in april 2009 failliet, onder meer door de wereldwijde kredietcrisis. Een plan van Pieper om Eclipse over te nemen mislukte doordat potentiële investeerders op het laatste moment afzegden, opnieuw door de kredietcrisis.
Sommige projecten van Pieper als durfinvesteerder faalden. Zo investeerde hij in 2007 in het opinietijdschrift Opinio, dat zich in de markt onderscheidde doordat er geen advertenties verschenen. In 2008 verdween het blad door een gebrek aan betalende abonnees. Verder startte hij in 2007 - samen met voormalig Tele Atlas executive Ad Bastiaansen - het bedrijf Road Group, dat innovatieve navigatieoplossingen en daaraan gerelateerde onlinediensten aanbood. Road Group investeerde in het bedrijf MyGuide, dat concurreerde met TomTom. Ook dat bedrijf werd slachtoffer van de economische crisis en het daaruit resulterende gebrek aan investeerders. Pieper had Eclipse en MyGuide ingebracht als hoofdsponsors van de eredivisieclub EclipseJet MyGuide Amsterdam Basketball, waarvan hij voorzitter werd. De club kwam door het faillissement van MyGuide in financiële problemen en een groot deel van de spelersselectie vertrok. In 2008-2009 werd de landstitel behaald, maar de Amsterdamse club was niet in staat in 2009-2010 deel te nemen op hoger Europees niveau. In 2011 werd de club, inmiddels ABC Amsterdam geheten, opgeheven. 
Eind mei 2003 kwam Pieper in het nieuws toen een verwarde man zijn landgoed Koekoeksduin te Aerdenhout binnendrong en vervolgens zijn echtgenote Ricka neerstak. Naar aanleiding van deze ervaring bepleitte Pieper het instellen van een privé-veiligheidsdienst in Aerdenhout. Ook wilde hij de politiek in, maar later had hij geen politieke aspiraties meer.
In de zomer van 2007 ontving Pieper de RusPrix van de Russische Federatie voor zijn werk als entrepreneur in en met Russische bedrijven en instellingen.
In 2008 meldde Pieper in zijn column in Het Financieele Dagblad Nederland te zullen verruilen voor de Franse Rivièra. Directe aanleiding hiervoor was het feit dat Justitie en het Landelijk Informatiepunt TBS-verlof de familie niet op de hoogte hadden gesteld van het onbegeleide tbs-verlof van de aanvaller uit 2003. Het tbs-beleid plus het 'gebrek aan innovatielust en respect voor ondernemers' leidden naar eigen zeggen tot zijn vertrek uit Nederland. In 2014 vestigde hij zich in Oekraïne.
Pieper is gehuwd en heeft zes kinderen uit twee huwelijken.